# Giácomo Di Giorgi
Giácomo Di Giorgi Zerillo (ur. 24 lutego 1981 w Acarígui) – piłkarz wenezuelski grający na pozycji defensywnego pomocnika.  Od 2010 roku jest zawodnikiem klubu Deportivo Anzoátegui.

## Kariera klubowa
Karierę piłkarską Di Giorgi rozpoczął w klubie Unión Lara. W sezonie 2002/2003 zadebiutował w jego barwach w wenezuelskiej Primera División. Grał w nim do 2003 roku i wtedy też odszedł do zespołu Estudiantes Mérida. W 2005 roku ponownie zmienił klub i został zawodnikiem Carabobo FC. W nim spędził 2,5 roku, a wiosną 2008 występował w Llaneros FC. W połowie 2008 roku został zawodnikiem klubu Deportivo Anzoátegui.
| Sezon   | Klub                 | Kraj      | Rozgrywki        | Mecze | Bramki |
| ------- | -------------------- | --------- | ---------------- | ----- | ------ |
| 2002/03 | Unión Lara           | Wenezuela | Primera División | ?     | ?      |
| 2003/04 | Estudiantes Mérida   | Wenezuela | Primera División | ?     | ?      |
| 2004/05 | Estudiantes Mérida   | Wenezuela | Primera División | ?     | ?      |
| 2005/06 | Carabobo FC          | Wenezuela | Primera División | ?     | ?      |
| 2006/07 | Carabobo FC          | Wenezuela | Primera División | ?     | ?      |
| 2007/08 | Carabobo FC          | Wenezuela | Primera División | 13    | 0      |
| 2007/08 | Llaneros FC          | Wenezuela | Primera División | 13    | 1      |
| 2008/09 | Deportivo Anzoátegui | Wenezuela | Primera División | 26    | 0      |
| 2009/10 | Deportivo Anzoátegui | Wenezuela | Primera División | 29    | 1      |
| 2010/11 | Deportivo Anzoátegui | Wenezuela | Primera División | 29    | 0      |
| 2011/12 | Deportivo Anzoátegui | Wenezuela | Primera División |       |        |

## Kariera reprezentacyjna
W reprezentacji Wenezueli Di Giorgi zadebiutował w 2002 roku. W 2011 roku zajął z kadrą narodową 4. miejsce w Copa América 2011. Na tym turnieju rozegrał cztery mecze: z Brazylią (0:0), z Ekwadorem (1:0), z Paragwajem (3:3) oraz w półfinale z Paragwajem (0:0, k. 3:5).